# Kalitta Charters II
Kalitta Charters II (ursprünglich bis Ende 2002 Reliant Airlines) ist eine US-amerikanische Fluggesellschaft mit Sitz in Ypsilanti (Michigan). Sie führt landesweite Frachtflüge im Charter- und Linienverkehr durch. Das Unternehmen ist eine Schwestergesellschaft der international tätigen Kalitta Air sowie der im Geschäftsflugverkehr aktiven Kalitta Charters. Zudem kann man bei Kalitta Charters 2 auch ein Passagierflugzeug des Types Boeing 737-400 chartern (inaktiv).

## Geschichte

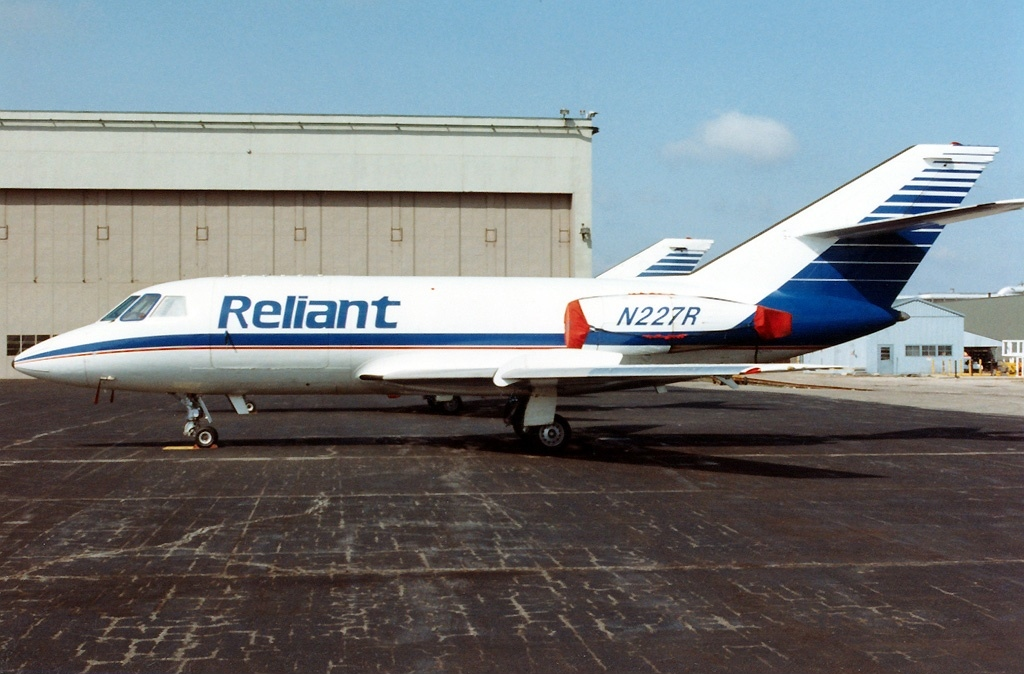
Eine Dassault Falcon 20 der Reliant Airlines

Die Gesellschaft wurde im April 1984 unter dem Namen Reliant Airlines von Reese C. Zantop, der zuvor bereits die Zantop International Airlines geleitet hatte, als Frachtflugunternehmen in Ypsilanti (Michigan) gegründet. Reliant Airlines erhielt von der Federal Aviation Administration ein Air Operator Certificate gemäß FAR 121, wodurch sie landesweite Linienflüge sowie Auftragsdienste außerhalb der USA durchführen durfte. Zur Betriebsaufnahme erwarb Reese C. Zantop drei Frachtflugzeuge des Typs Dassault Falcon 20DC von Federal Express, von denen das erste am 15. Mai 1984 übernommen wurde. Bis Anfang 1987 stellte die Gesellschaft drei weitere Maschinen dieses Typs in Dienst. Zudem ergänzte im selben Jahr eine Beechcraft King Air 100 die Flotte. Reliant Airlines setzte ihre Flugzeuge unter anderem ausgehend vom Memphis International Airport für Federal Express sowie innerhalb Europas in Kooperation mit Zantop International Airlines ein. Anfang 2000 bestand die Frachterflotte aus 12 Dassault Falcon 20DC und drei Douglas DC-9-15F, von denen die erste im März 1998 übernommen wurde. Daneben betrieb die Gesellschaft seit Juni 1995 eine Dassault Falcon 10 als Passagierflugzeug.
Reliant Airlines stellte Ende 2002 ihren Betrieb ein und meldete Insolvenz an. Douglas Kalitta kaufte im Januar 2003 Teile des Unternehmens auf, woraus die Frachtfluggesellschaft Kalitta Charters II hervorging. Das Air Operator Certificate der Reliant Airlines wurde im August 2003 auf die neue Gesellschaft übertragen. Im September 2004 übernahm Kalitta Charters II ihrer ersten drei Frachtflugzeuge des Typs Boeing 727-200. Die Flotte wurde ab Januar 2015 mit umgebauten Boeing 737-400 modernisiert. Die erste zum Frachter umgerüstete Boeing 737-300 stellte die Gesellschaft Anfang Oktober 2017 in Dienst.

## Flotte

### Aktuelle Flotte
Mit Stand Januar 2023 besteht die Flotte der Kalitta Charters II aus 13 Flugzeugen mit einem Durchschnittsalter von 32,8 Jahren.
- 2 Boeing 727-2M7F, 43,0 Jahre alt
- 4 Boeing 737-300, 32,6 Jahre alt
- 7 Boeing 737-400 (umgerüstet zu Frachtmaschinen, teilweise noch mit Fenstern), 30,1 Jahre alt

### Ehemalige Flugzeugtypen
- Dassault Falcon 20 (von Reliant Airlines eingesetzt)
- 6 Boeing 727-200 (adv.) F, ca. 45 Jahre alt; Kalitta Charter 2 betrieb die weltweit größte 727 Flotte
- 2 Douglas DC 9-15F (umgerüstet zu Frachtmaschinen, alle mit Fenstern), ca. 35 Jahre alt; Kalitta Charter 2 betrieb die weltweit größte Flotte an DC 9
- 1 Douglas DC 9-30F (umgerüstet zu Frachtmaschinen, mit Fenstern), ca. 37 Jahre alt.; Kalitta Charter 2 betrieb die weltweit größte Flotte an DC 9

## Belege
1. ↑  Kalitta Charters. Abgerufen am 14. Februar 2021 (amerikanisches Englisch).
2. 1 2 3  Worldhistory, Reliant Airlines (in Englisch), abgerufen am 2. April 2018
3. ↑  JP airline-fleets international, Edition 86
4. ↑  JP airline-fleets international, Edition 87/88
5. ↑  JP airline-fleets international, Edition 88/89
6. ↑  JP airline-fleets international, Edition 2000/01
7. ↑  US Federal  Register, Vol.  68,  No.  150, 5. August 2003 (in Englisch) abgerufen am 2. April 2018
8. ↑  JP airline-fleets international, Edition 2005/06
9. ↑  Ch-Aviation, First B737-400 being converted to freighter for Kalitta Charters, 31. Dezember 2014 (in Englisch), abgerufen am 2. April 2018
10. ↑  Ch-Aviation, Kalitta Charters II adds maiden B737-300 freighter, 5. Oktober 2017 (in Englisch), abgerufen am 2. April 2018
11. ↑  Ch-Aviation, Flotte der Kalitta Charters II mit Stand 2. April 2018 (in Englisch), abgerufen am 2. April 2018
12. ↑  Kalitta Charters II Fleet Details and History. 14. April 2022, abgerufen am 14. Februar 2021 (amerikanisches Englisch).